# Tătărăștii de Jos
Tătărăștii de Jos là một xã thuộc hạt Teleorman, România. Dân số thời điểm năm 2002 là 4357 người.